# Omphalodes rupestris
Omphalodes rupestris är en strävbladig växtart. Omphalodes rupestris ingår i släktet lammtungor, och familjen strävbladiga växter.

## Underarter
Arten delas in i följande underarter:
- O. r. lojkae
- O. r. rupestris